# SPARCS
SPARCS (acronyme de Star-Planet Activity Research CubeSat) est un nano-télescope spatial ultraviolet américain de format CubeSat 6U (30 × 20 × 10 cm au lancement, 12 kg) dont l'objectif est d'étudier le rayonnement ultraviolet proche et lointain des étoiles de type M (0,1 à 0,6 masse solaire) de notre galaxie. La mission sélectionnée par la NASA est développée et gérée par l'Université de l'Arizona avec la participation du Jet Propulsion Laboratory (JPL) qui fournit le télescope et ses détecteurs. Ces étoiles qui sont essentiellement des naines rouges sont les plus nombreuses dans la Voie Lactée et plus de 40 milliards d'entre elles abritent au moins une exoplanète dans sa zone habitable. Mais celles-ci, plus proches de leur étoile, sont fréquemment soumises à un flux de rayonnement ultraviolet. La mission SPARCS a pour objectif d'étudier les émissions dans l'ultraviolet d'une dizaine d'étoiles de ce type pour modéliser son impact. SPARCS est avec ASTERIA une des premières missions d'astronomie spatiale utilisant le format extrêmement miniaturisé des CubeSat. Cette nouvelle catégorie de satellite ouvre des perspectives dans le domaine des observations dans la durée de phénomènes astronomiques grâce à leur coût réduit. Le lancement de SPARCS est planifié en 2025.

## Contexte
Dans notre galaxie 75% des étoiles sont de type M (0,1 à 0,6 masse du Soleil) généralement des naines rouges. On estime que 25% d'entre elles abritent une ou plusieurs exoplanètes dans leur zone habitable c'est-à-dire à une distance de l'astre qui permet à l'eau de rester liquide, condition considérée généralement comme indispensable pour l'apparition de la vie. La plupart des exoplanètes habitables tournent autour des étoiles de type M. Mais ces étoiles rayonnant moins d'énergie, la zone habitable est beaucoup plus proche de l'astre que le cas de notre Soleil et les planètes sont plus facilement frappées par le rayonnement ultraviolet émis. Or les émissions de ce type d'étoile sont à la fois puissantes et variables. Elles peuvent être permanentes durant le premier milliard d'années d'existence de l'étoile. Le rayonnement ultraviolet entraine la perte de l'atmosphère des planètes. Le rayonnement ultraviolet modifie profondément la chimie de l'atmosphère des planètes en dissociant les molécules d'eau, de l'ozone, du dioxyde de soufre et de l'ammoniac, molécules qui jouent un rôle clé dans l'apparition et l'existence de la vie. Le rayonnement ultraviolet de ce type d'étoile a fait l'objet de peu de recherches parce qu'il est largement intercepté par l'atmosphère terrestre et que les observatoires spatiaux ont consacré peu de temps à ce type d'observation. On a une idée peu précise de la fréquence et de la répartition en énergie des éruption de rayonnement ultraviolet et de leur corrélation avec la masse et la période de rotation de l'étoile.
Les CubeSats, qui se caractérisent par un coût peu élevé par rapport aux observatoires spatiaux existants, permettent d'effectuer d'étudier dans la durée des phénomènes astronomiques. Cette caractéristique est parfaitement adaptée aux besoins de la mission SPARCS.

## Objectifs de la mission
La mission SPARCS a pour objectif de déterminer sur des périodes relativement longues (1 à 3 rotations de chaque étoile soit de 12 à 135 jours) les émissions des étoiles de type M (principalement des naines rouges) dans l'ultraviolet proche et lointain en mesurant leur fréquence, leur intensité et leur évolution dans le temps. Ces mesures joueront un rôle crucial pour pouvoir interpréter les futures observations des atmosphères des exoplanètes tournant autour de cette catégorie d'étoiles. Environ 25 étoiles de type M doivent être observées durant la mission : jeunes ou vieilles, abritant ou non une exoplanète. Grâce au champ de vue du télescope relativement étendu, la mission pourra répondre à d'autres investigations scientifiques.

## Caractéristiques techniques
SPARCS est un nano-satellite de format CubeSat 6U. Ce format normalisé utilisé couramment pour les satellites de très petite taille limite les dimensions du satellite au lancement à 10 × 20 × 30 cm (soit six cubes de 10 centimètres de côté) et sa masse à 12 kg. La charge utile occupe la moitié du volume (3U). Le CubeSat réutilise un certain nombre d'équipements acquis sur étagère et dans certains cas adaptés à la mission. Pour remplir celle-ci le satellite est stabilisé 3 axes à l'aide d'un système XACT de Blue Canyon Technologies acquis sur étagère. Celui-ci comprend un viseur d'étoiles, une centrale à inertie, des roues de réaction et des capteurs solaires. La précision de pointage obtenue est de 6 secondes d'arc. Le satellite ne dispose pas de système de propulsion et les roues de réaction sont désaturées à l'aide de magnéto-coupleurs qui utilisent le champ magnétique terrestre. Les panneaux solaires, déployés en orbite et fixes, ont une superficie de 0,2 m2 et fournissent plus de 35 watts (énergie maximale consommée) qui sont stockés dans une batterie lithium-ion à 6 éléments. La régulation thermique est très importante pour maintenir les détecteurs du télescope à une température suffisamment basse (238 kelvins). Le système de contrôle thermique passif repose sur un radiateur déployé en orbite d'une superficie de 1 200 cm2 qui est constamment pointé vers l'espace froid (dans une direction opposée au Soleil et à la Terre). Pour y parvenir, le satellite doit modifier son orientation deux fois par orbite. Les télécommunications sont réalisées en bande X (données scientifiques) avec un débit maximal de 1 mégabit/s sur la liaison descendante et en bande UHF dans les deux sens pour les télémesures et les commandes.

## Charge utile
La charge utile de SPARCS est un télescope Ritchey-Chrétien ayant une ouverture de 90 mm et une longueur focale f/4,4 et un champ de vue de 2°. Les deux miroirs ont un revêtement optimisé pour réfléchir à hauteur de 80 % les longueurs d'onde ultraviolettes étudiées. Le rayonnement incident est scindé par un filtre dichroïque à 233 nanomètres. La lumière qui traverse l'optique est envoyée vers un détecteur de proche ultraviolet (260-300 nm)  tandis que la lumière réfléchie est transmise vers un détecteur ultraviolet(150-170 nm). Les détecteurs sont des CCD dopés 2D développés par Teledyne e2v et optimisés pour traiter le rayonnement ultraviolet. Ces CCD comprennent 1054x1024 pixels. Leur efficacité quantique supérieure à 30 %, proche du maximum théorique, joue un rôle clé dans le recours à un télescope d'aussi petite taille. L'essentiel de la lumière émise par les étoiles de type M se situe dans l'infrarouge et en lumière visible. L'intensité de ce rayonnement est 500 à 1200 fois plus importante que celle du rayonnement ultraviolet. Pour écarter les photons de cette partie du spectre, un filtre acheté sur étagère est placé devant le détecteur du proche ultraviolet. Pour le détecteur en ultraviolet lointain, un filtre, mis au point par le JPL et constitué de 7 couches de revêtement métallique, est déposé directement sur le composant. La précision de pointage nécessaire est de 6 secondes d'arc sur une période de 10 minutes. Le système mis au point pour ASTERIA consistant à utiliser l'image fournie par le télescope pour compenser les mouvements n'est pas reprise car il repose sur des lectures du CCD à fréquence très rapprochée (20 hertz) qui n'est pas adaptée à l'observation d'objets peu brillants. Néanmoins le système de contrôle d'attitude XACT utilisé par ailleurs par ASTERIA, permet d'obtenir une précision de pointage de 5 secondes d'arc,.

## Déroulement de la mission
SPARCS doit être placé en 2025 sur une orbite héliosynchrone pour une mission d'une durée initiale de 1 an. En circulant à proximité du terminateur terrestre et à une altitude 550 km, Le CubeSat ne devrait connaitre qu'une éclipse du Soleil de 25 minutes par an. Les étoiles observées doivent se situer à une latitude au-dessus du plan de l'écliptique compatible avec l'éclairement des panneaux solaires. Sur une année solaire complète, 60% du ciel est observable compte tenu de cette contrainte. Une étoile donnée peut être observée de manière continue durant 3 mois. Il est prévu d'observer chaque étoile durant 1 à 3 rotations stellaires soit 1 à 80 jours. Les étoiles sont observées simultanément dans les deux longueurs d'onde avec un temps d'exposition suffisant pour détecter des changements d'intensité soit de manière typique une dizaine de minutes. Ce temps d'exposition est automatiquement adapté lors d'une éruption stellaire qui peut modifier l'intensité lumineuse d'un facteur 1 000. L'image obtenue est retraitée à bord du CubeSat : l'image complète n'est pas transmise, mais des vignettes (10x10 pixels) comprenant l'étoile observée, des objets célestes utilisés pour l'étalonnage et éventuellement d'autres objets répondant à des objectifs scientifiques secondaires. Le satellite survole deux fois par jour la station terrienne dédiée à la réception des données collectées ce qui permet le transfert de 190 mégabits par jour.